# Le Disciple de Pantagruel

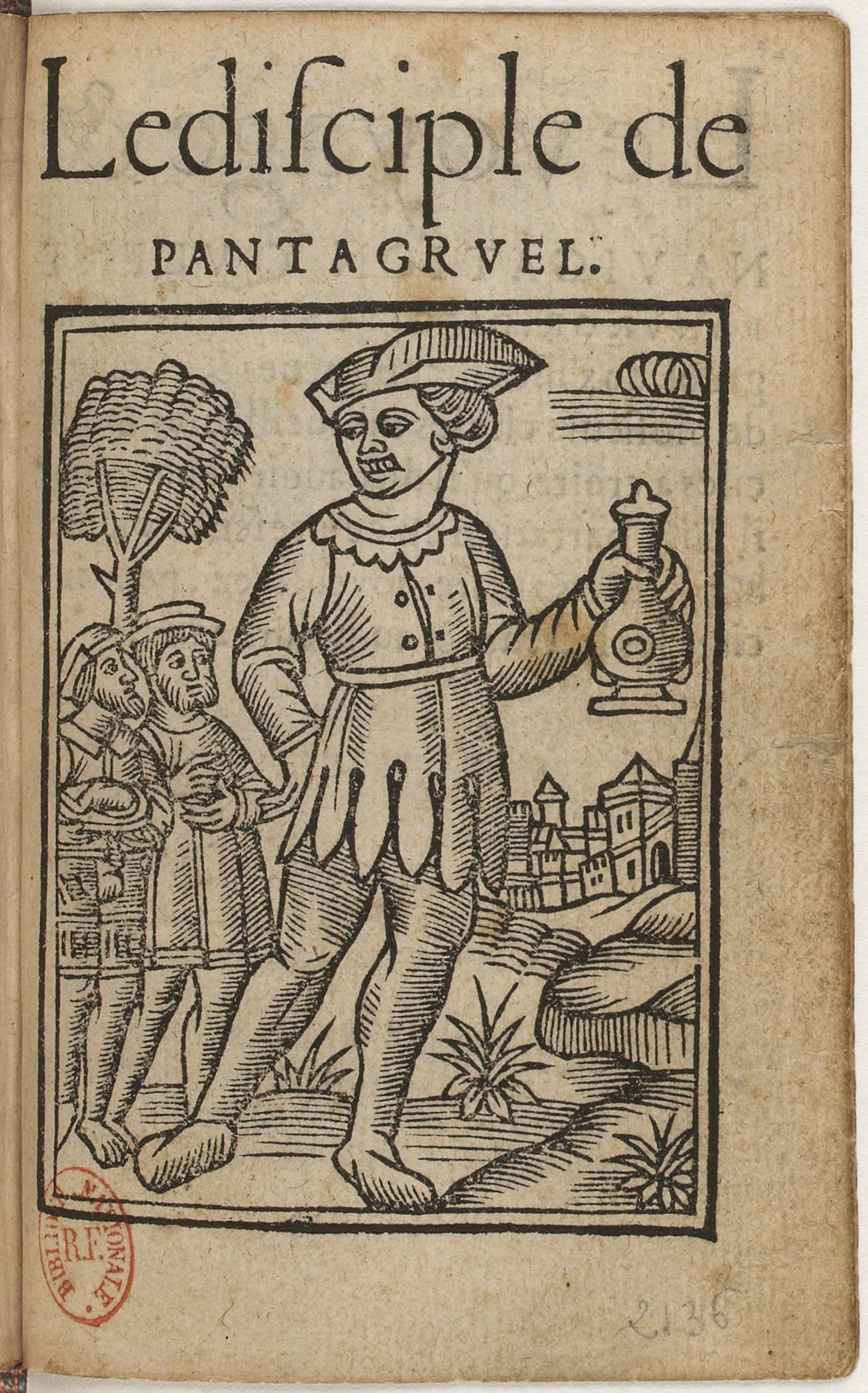
Page de titre de l'édition de 1538.

Le Disciple de Pantagruel (ou, entre de nombreux titres possibles, Les Navigations de Panurge et Bringuenarilles, cousin germain de Fessepinte) est un roman anonyme dont la première attestation remonte à 1538. Il a été un temps attribué à Rabelais avant que les critiques contemporaines ne réfutent totalement cette hypothèse et se prononcent pour Jehan d'Abundance. Il forme un récit de voyage dans lequel Panurge raconte les merveilles qu’il croise sans véritablement prendre part à l’intrigue. Comme souvent dans la littérature de colportage, ce n'est pas une œuvre originale mais la variante d'une trame narrative empruntant des motifs folkloriques antérieurs. Rabelais s'en inspire néanmoins pour certains éléments du Tiers Livre et du Quart Livre.

## Attribution et édition
En 1875, Paul Lacroix estime certaine l'attribution du Disciple de Pantagruel à Rabelais à cause de la reprise de certains éléments dans les deux derniers romans rabelaisiens et de l'attaque voilée de la religion. Cette thèse est désormais largement rejetée. L'œuvre détonne en effet par ses plagiats grossiers et manifestes, une absence de curiosité intellectuelle, un lexique réduit et un style plat. Il est distingué des autres écrits de l'auteur quand il est inclus dans une édition des œuvres de Rabelais. L'analyse statistique du vocabulaire et de la grammaire écarte définitivement cette idée. 
En 1958, Henri Dontenville remarque que le pseudonyme du notaire utilisé dans le chapitre 4, « Tiburce Dyaryferos », est le même que celui utilisé par Jehan d'Abundance, ce qui laisse penser que ce dernier a écrit Le Disciple de Pantagruel. Guy Demerson et Christiane Lauvergnat-Gagnière abondent en ce sens, tout en notant le caractère évanescent de cet auteur, que certains commentateurs considèrent comme un pseudonyme masquant plusieurs personnes.
Il existe plusieurs variantes du Disciple de Pantagruel, avec divers intitulés. Il est probable qu'il existe des éditions antérieures à celle de 1538, des indices suggérant que celle-ci provient de l’atelier de l'imprimeur Denis de Harsy. À partir d'une de ces variantes parue en 1544, Bringuenarilles, cousin germain de Fessepinte , certaines versions incorporent des chapitres des Croniques admirables et le nom de Panurge est remplacé par celui de Bringuenarilles, qui affronte le géant Galimassue. Deux traditions narratives coexistent à partir de la même trame, peut-être issues d'un même archétype.

## Résumé
Les protagonistes indifférenciés entreprennent une odyssée sous la conduite de Panurge, qui a entrepris de parcourir les mers pour voir la grande diversité des îles et des monstres. Au cours de leur voyage, ils aperçoivent le géant Bringuenarilles, avaleur de moulins à vent et de navires portugais. Dans son ventre barbotent les poissons et chantent les coqs qu'il a absorbé vivants faute de les mâcher. Ils affrontent ensuite les farouches, des gens velus comme des rats qui résistent aux boulets d'artillerie mais non aux brouets et à l’eau chaude jetés depuis les casseroles. À l'approche des îles de Tuquebaralideaux, ils sont attaqués par les andouilles, qui leur coupent le nez. Elles succombent toutes, sauf celles qui réussissent à se jeter dans un fleuve de moutarde. Ils profitent d'un grand banquet avec la reine des Lanternes, qui les reçoit avec beaucoup d'attention et de générosité. Les compagnons font alors grande chère. Une tempête les surprend entre les Syrtes. Après avoir calfeutré leur navire, ils sont attaqués par des loup-garou. Après ces mésaventures, ils croisent successivement une montagne de beurre frais, un pays où des alouettes tombent du ciel toutes rôties, une île de papillons dépourvues d'ailes, d'autres où croissent des fromages, des épées sur les arbres, des laitues ou des ducats. Ils traversent des contrées riches en prodiges avant de se décider à rentrer. Panurge profite de sa connaissance des vents pour rentrer plus vite. Les compagnons adoptent une vie frugale, comme à leur ordinaire avant leur périple.

## Une compilation de textes populaires
Le récit apparaît comme un assemblage de motifs folkloriques selon une structure récurrente dans la littérature de colportage. Les plaisanteries à l'égard de l’Église ne sont pas particulièrement saillantes, même si un passage sur le peuple essorillé par les Andouilles, ennemies de Carême, est supprimé dans une édition de 1571, sans doute jugé irrévérencieux et délicat dans un contexte historique troublé. L'auteur reprend des éléments mythiques du pays de Cocagne, comme l’abondance de nourriture et la fontaine de jouvence, même si le terme n'apparaît pas dans le texte.